# Grzegorz z Sambora
Grzegorz z Sambora (Grzegorz Czuj, Vigilantius, Gregorius Ruthenus, Gregorius Roxolanus) (ur. ok. 1523 w Samborze, zm. 26 lutego 1573 w Krakowie) – łaciński poeta renesansowy.
W polskiej historiografii jest rozważany jako polski poeta renesansowy piszący w języku łacińskim, a w ukraińskiej jako ruski oraz ukraiński, w tym że on sam używał pseudonimy pisarskie Gregorius Ruthenus i Gregorius Roxolanus.

## Życiorys
Pochodził z rodziny drobnomieszczańskiej. Był nauczycielem w Akademii Lubrańskiego w Poznaniu, następnie profesorem Akademii Krakowskiej i kanonikiem u św. Floriana w Krakowie.
Nazywał się Czuj, od którego to określenia przybrał łaciński pseudonim Vigilantius (łac. vigilo – czuwam).
Tworzył głównie dzieła panegiryczne, eklogi, elegie, epigramaty. Planował transkrybować Biblię w metrum klasyczne, nie zrealizował jednak tego zamierzenia. W 1568 wydał poemat Censtochova, opisujący dzieje obrazu Matki Boskiej Częstochowskiej, zaś w 1570 Divi Stanislai Costuli Poloni vita (Życie św. Stanisława Kostki).

## Dzieła
- Alexis sive ecloga
- Amyntas sive ecloga (niezachowane)
- Censtochova
- Divi Stanislai Costuli Poloni vita
- Ecloga, qua Archiepiscopatum Leopoliensem … Paulo Tarloni gratulatur
- Elegiae et epigrammata quedam
- Panegyricum … de … Stanislai Herborti in capitaneatum samboriensem ingressu

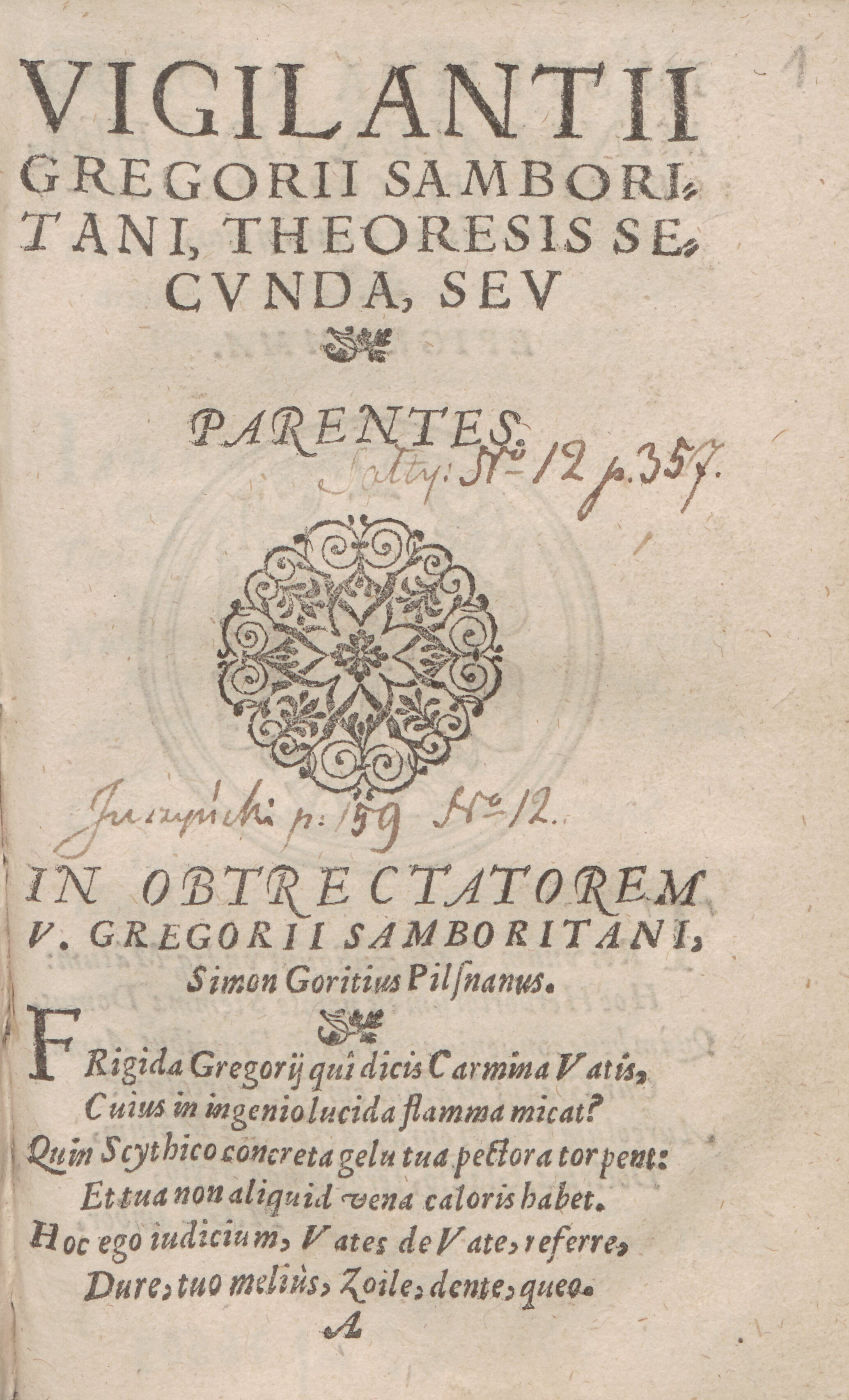
Theoresis secunda sev Parentes 1569
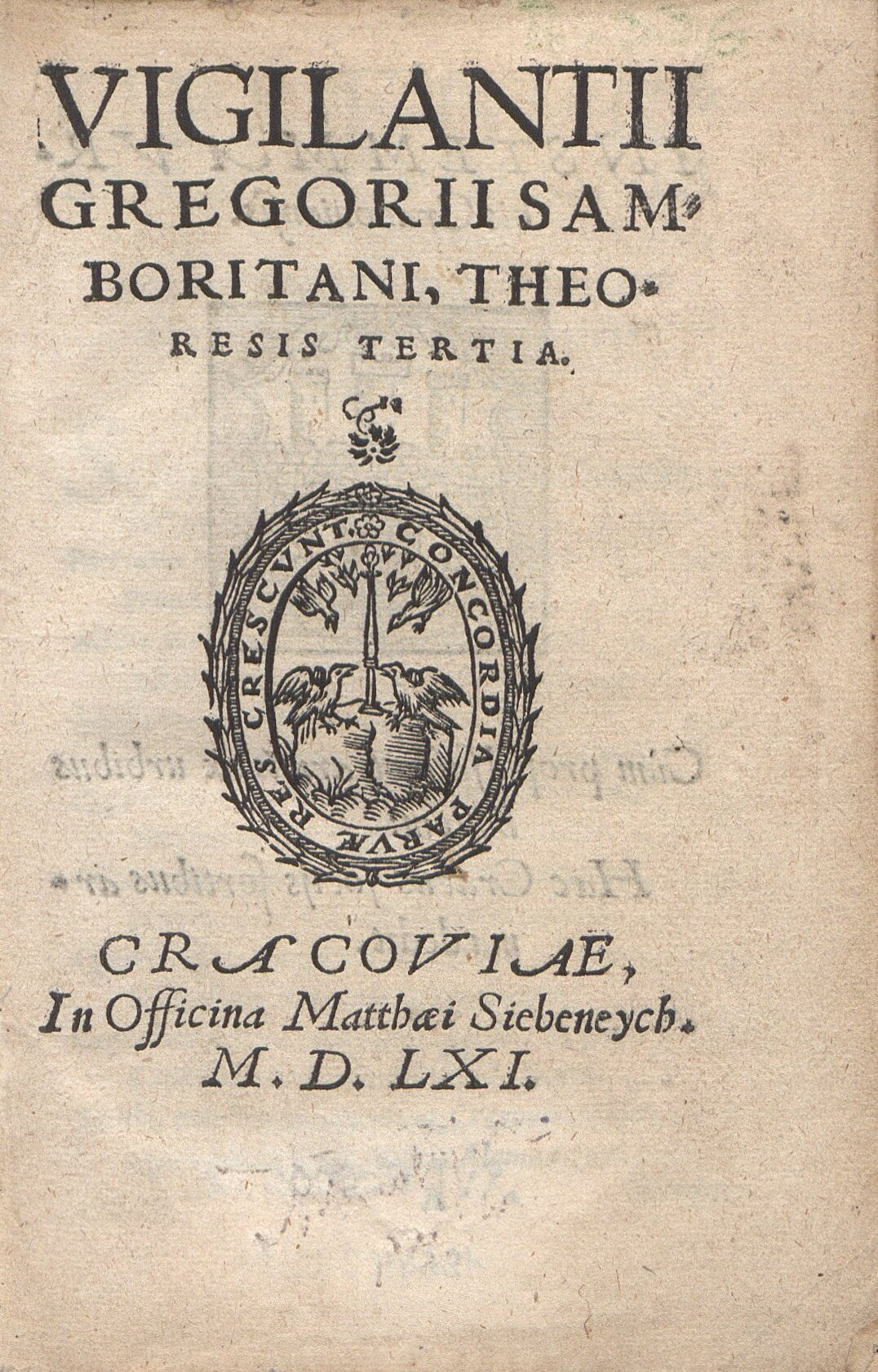
Theoresis tertia 1561
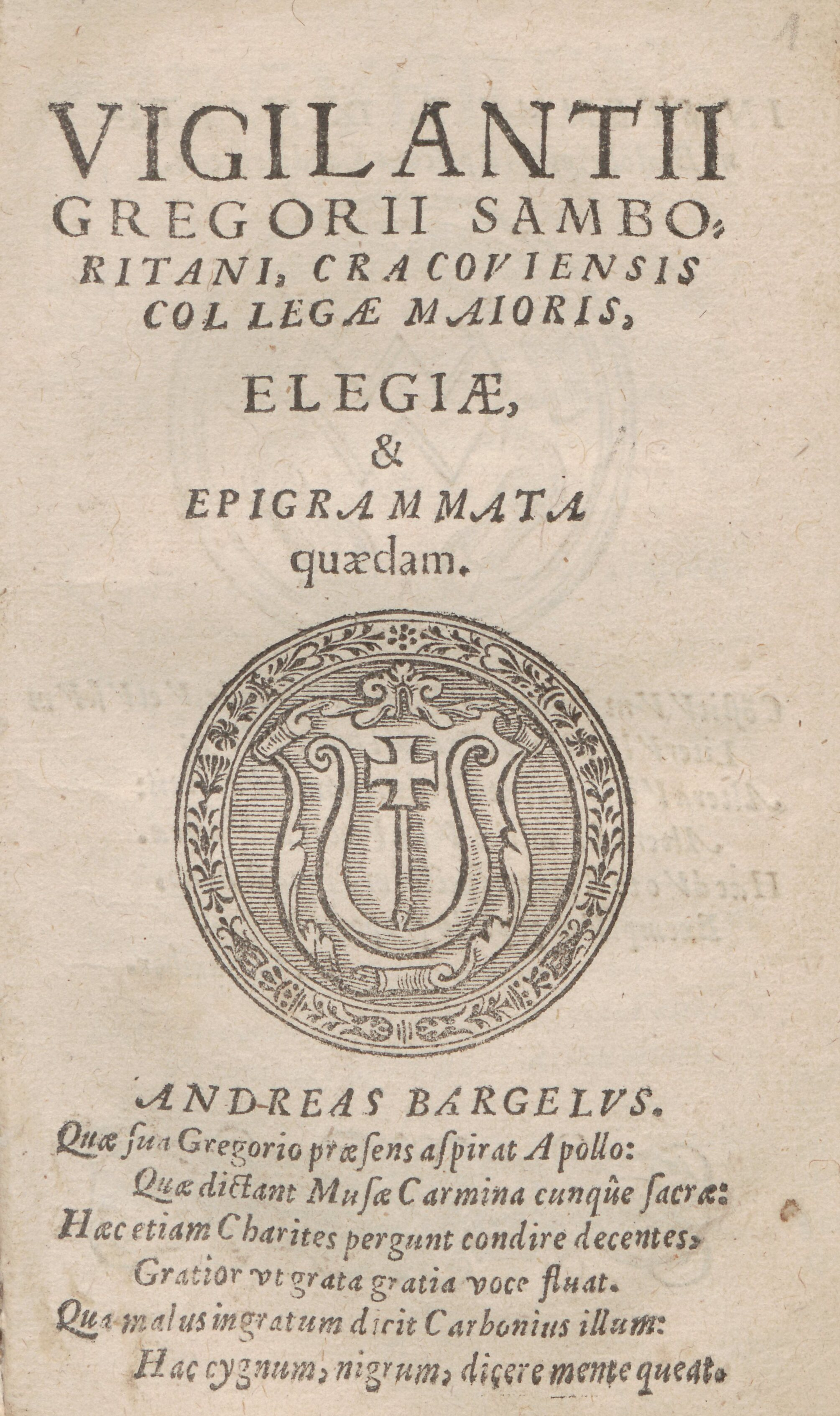
Cracoiensis collegae maioris Elegiae et epigrammata quaedam 1567
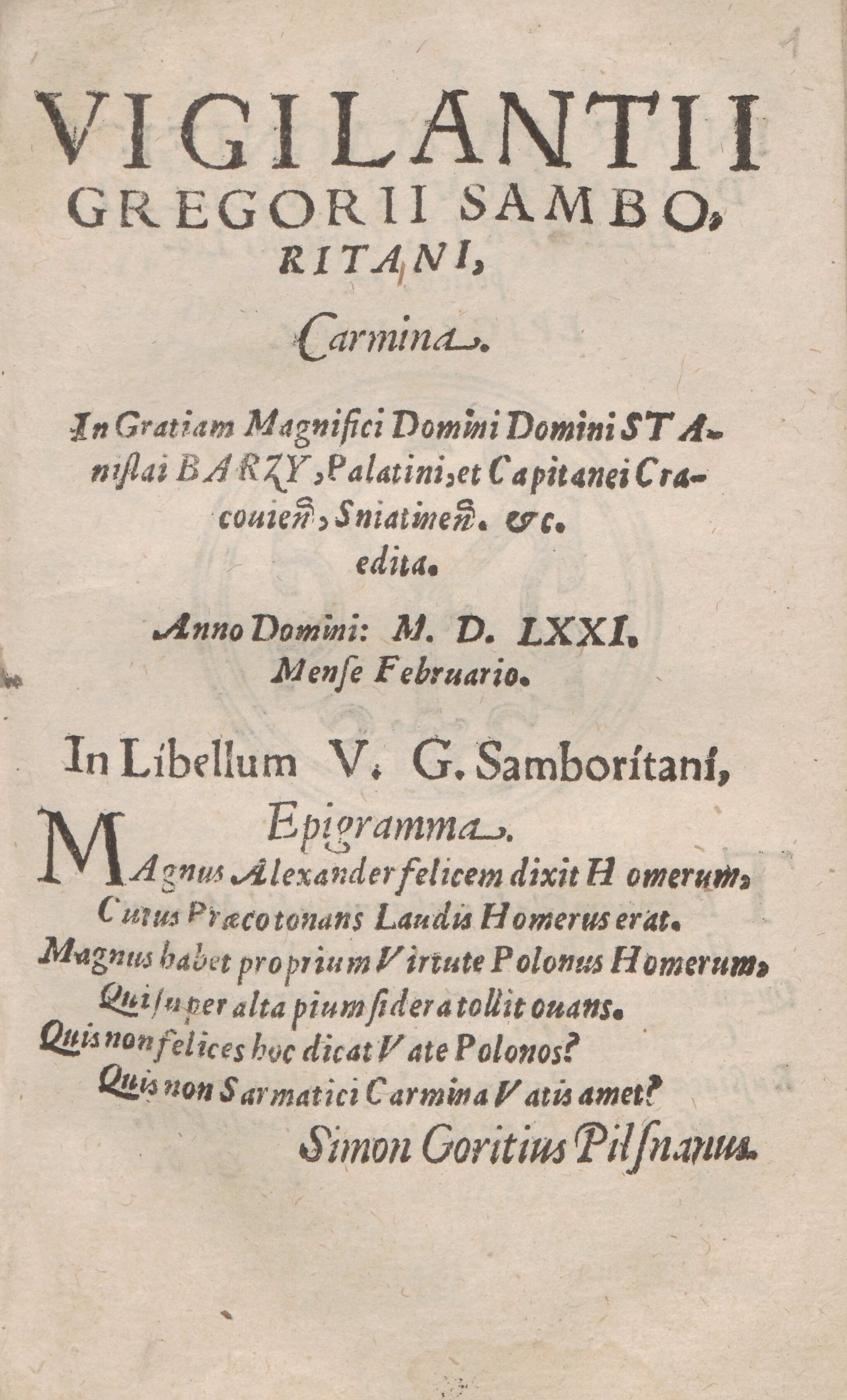
Carmina in gratiam Stanislai Barzy 1571
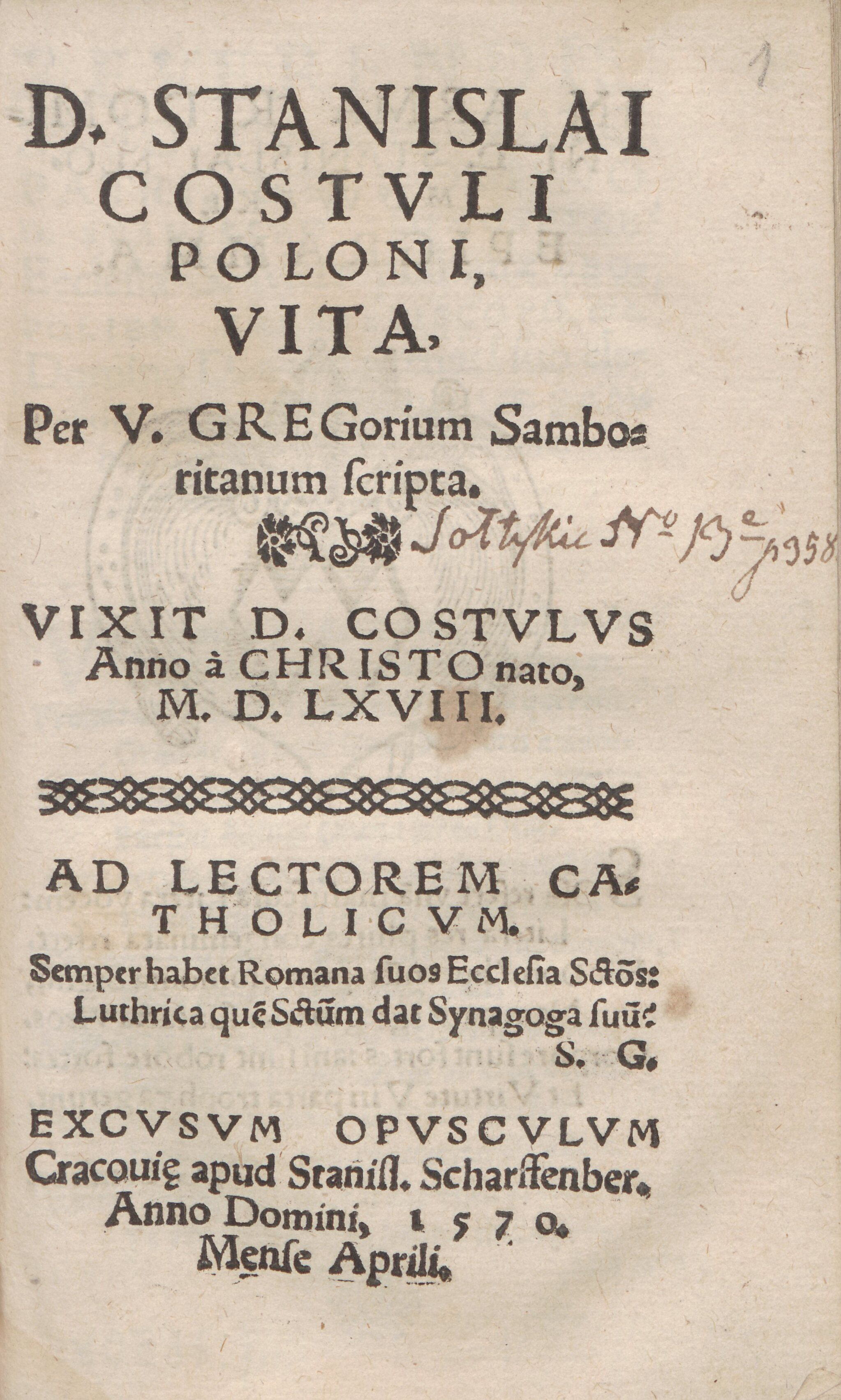
D. Stanislai Costvli Poloni vita per V. Gregorium Samboritanum scripta 1570
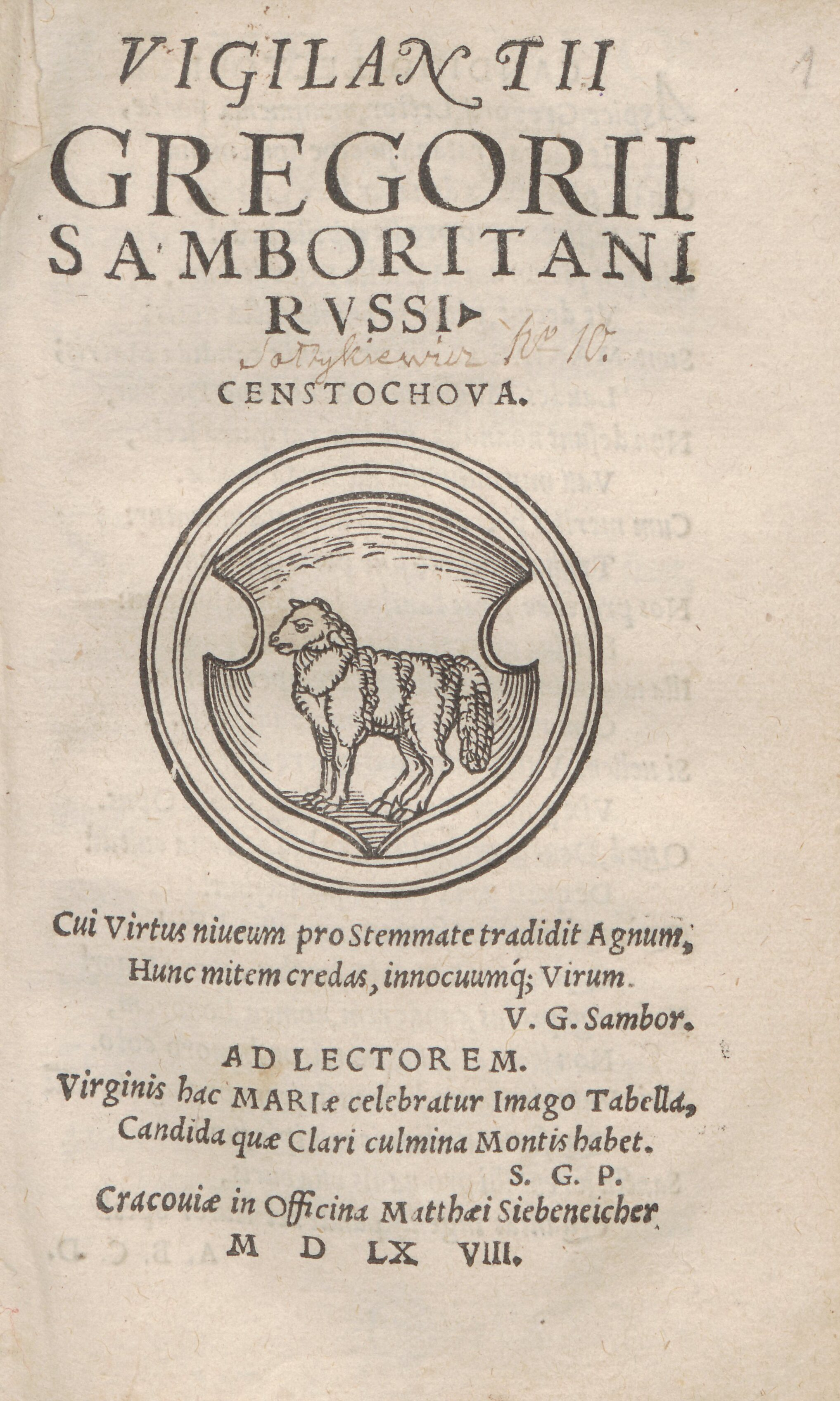
Censtochova 1568
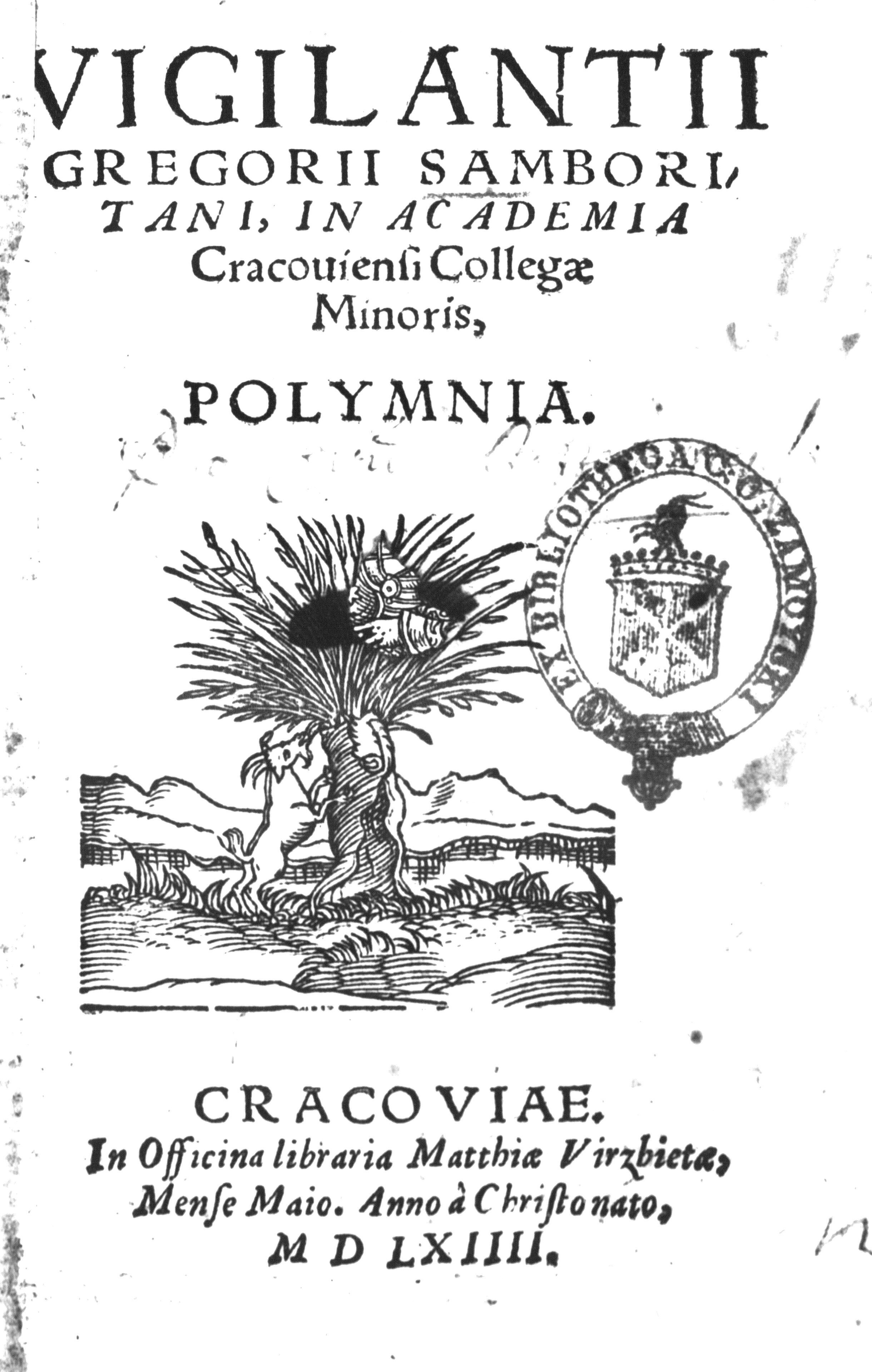
Vigilantii Gregorii Samboritani in Academia Cracouiensi Collegae Minoris Polymnia 1564
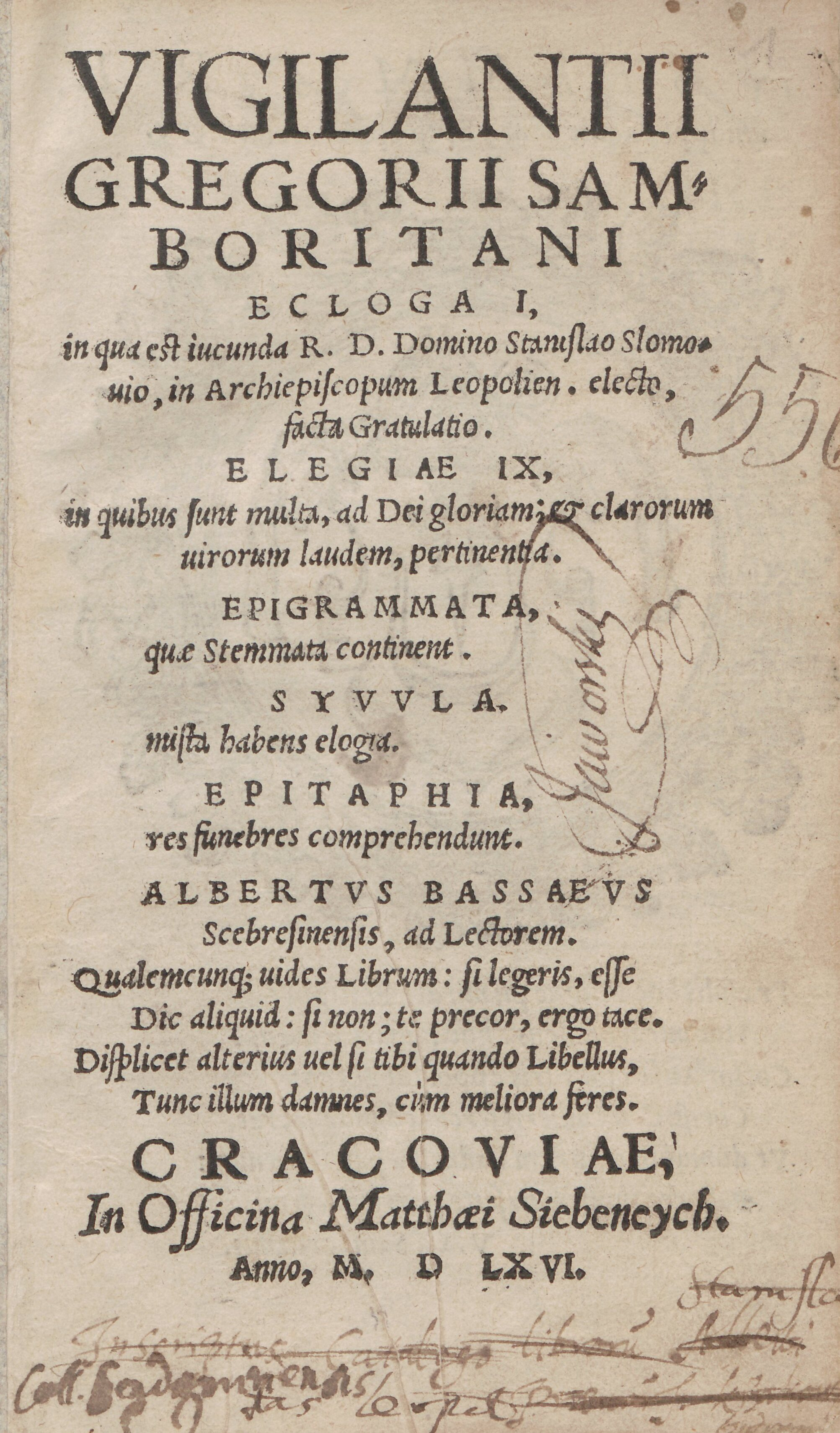
Ecloga I in qua est Stanislao Slomovio 1566
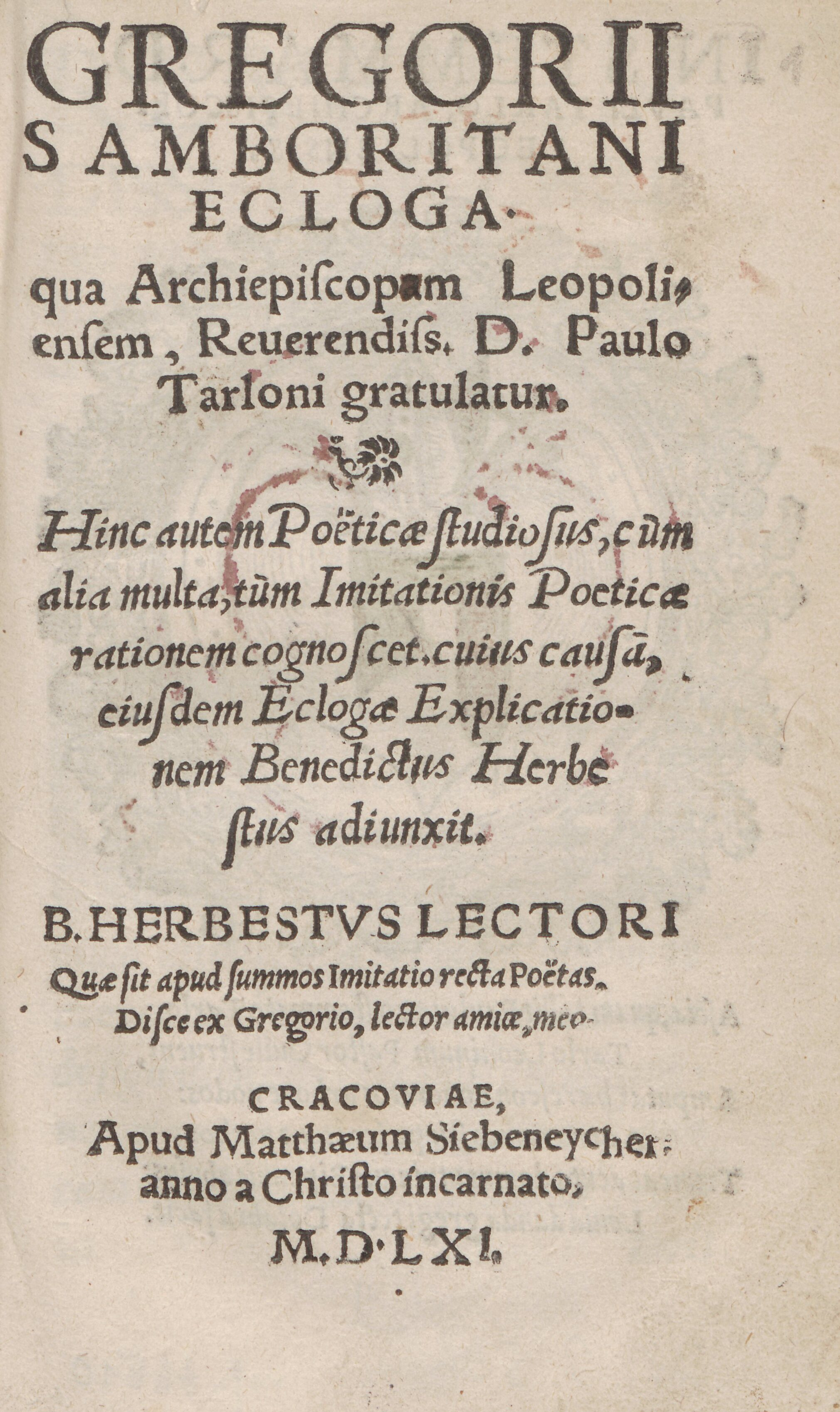
Ecloga, qua archiepiscopam ! Leopoliensem Paulo Tarloni gratulatur 1561
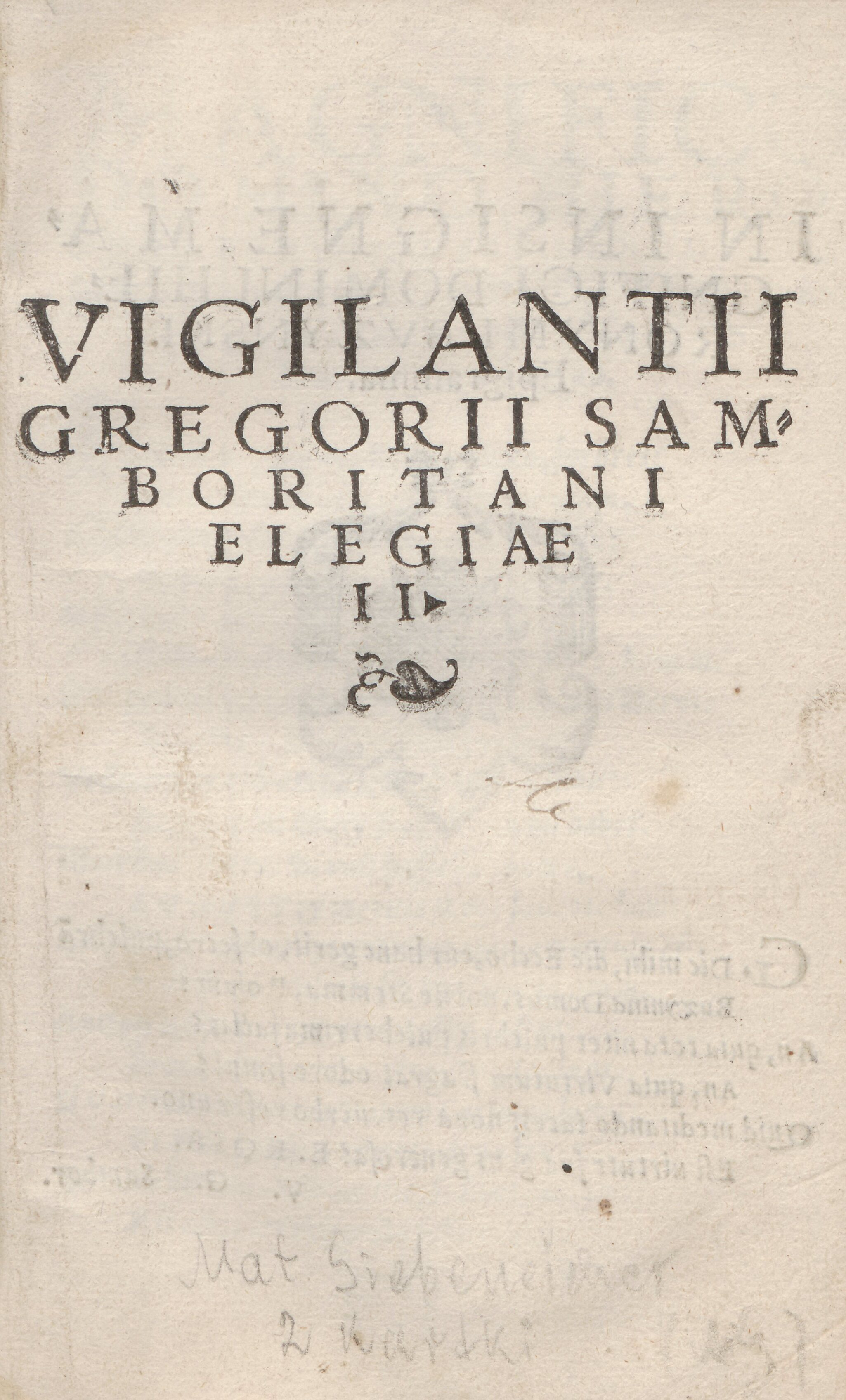
Elegiae II 1552